# Cal Metge (Golmés)
Cal Metge és un monument del municipi de Golmés (Pla d'Urgell) inclòs en l'Inventari del Patrimoni Arquitectònic de Catalunya.

## Descripció
La casa pairal coneguda com a Cal Metge, datada el 1750, presenta una estructura particular, tant per la seva planta com pel seu frontis que, jugant amb els espais oberts i els tancats, segueix un esquema esglaonat. La planta està condicionada per la corba que fa al carrer, formant un angle arrodonit. El frontis presenta tres nivells en els quals hi ha la presència abundosa de fusta (baranes, pèrgola, part alta de la façana).
El primer nivell o planta baixa està compost per una porta reixada i per tres finestres. El segon, marcat per cinc obertures amb arc de mig punt que separen l'espai d'habitació de l'exterior, és el pis noble. La part superior o tercer nivell parteix l'espai en dos: una part per les golfes i l'altra per la terrassa. L'edifici presenta una coberta a doble vessant; en ell es conjuga la fusta i la pedra donant com a resultat una casa que sembla més típica de les terres altres que de la plana.

## Història
La casa, datada el 1750, fou reformada als volts dels anys 70, encara que no es va alterar l'estructura original.